# Højhusene i Carlsberg Byen
Højhusene i Carlsberg Byen omhandler ni forskellige højhuse eller tårne, som de kaldes. Inspirationen hertil er hentet fra San Gimignano, der har mange kvadratiske og ensartede tårne.

## Arkitektur
Selve Carlsberg byens masterplan kommer til at bestå af de ni tårne samt en masse smalle veje og gågader, hvor der ind i mellem vil være pladser eller parker. Masterplanen er udarbejdet af den danske tegnestue Entasis. Entasis vandt årets masterplan ved en arkitektkonkurrence i 2008.
Prisen på en tårnlejlighed i Carlsberg er et sted mellem 3 millioner for de mindste og 20 millioner for de allerstørste.
Tårnene kommer til at få nogle fælles kendetegn, som f.eks. jordfarvede, kvadratiske, slanke, høje. 
Nogle af de mest kendte tegnestuer, som har tegnet tårne til Carlsberg Byen er f.eks.:
- MVRDV (Tuxens Tårn, Grønlunds Tårn)
- C.F. Møller Architects (Grønlunds Tårn)
- Vilhelm Lauritzen, Christensen & Co, Cobe, Nord Architects, Effekt (Bohrs Tårn)
- Wingårdhs (Carls Tårn, Pasteurs tårn)
- Henning Larsen Architects (Høffdings Tårn)
- Schmidt Hammer Lassen (Vogelius Tårn, Dahlerups Tårn)
- Dorte Mandrup (Beckmanns Tårn)

Hhv. Dahlerups Tårn og Vogelius Tårn, samt Tuxens tårn og Grønlunds Tårn er tvillingetårne, så de deler omtrent samme design med få undtagelser.
Højhusene skal så vidt muligt integrere det miljø, de står ved. For eksempel står Pasteurs Tårn klods op ad Kedelhallen, som er kendt for sine rustne skorstene. Det betyder så, at Pasteurs Tårn får samme rustfarve. Dahlerups tårn står i et område med mange gamle teglbygninger herunder Elefantporten derfor bliver Dahlerups tårn beklædt med tegl i henholdsvis brun og røde tegl.

## Tårnene
- Beckmanns Tårn er 80 meter højt, og stod færdigt i foråret 2025.
- Bohrs Tårn er 100 meter højt og blev færdigt i 2017.
- Carls Tårn er et 80 meter højt tårn, som stod færdigt i juni 2025.
- Dahlerups Tårn er et 80 meter højt tårn, som stod færdigt i 2023.[4]
- Grønlunds Tårn er et 50 meter højt tårn, som stod færdigt i 2021.
- Tuxens Tårn er 50 meter højt, og stod færdigt i 2021.
- Høffdings Tårn er 100 meter, og stod færdigt i maj 2025.
- Pasteurs Tårn er 125,7 meter højt tårn, som stod færdigt i 2022.
- Vogelius Tårn er 80 meter højt og stod færdigt i 2022.

## Galleri
- Beckmanns Tårn til venstre og Høffdings Tårn til højre
- Grønlunds Tårn
- Pasteurs Tårn
- Facadetegning af Pasteurs Tårn